# سارة غارسيا جروس
سارة غارسيا غروس (مواليد 1986) ناشطة سلفادورية ونسوية ومدافعة عن حقوق الإنسان. وهي منسقة الدعوة السياسية لمجموعة المواطنين لإلغاء تجريم الإجهاض العلاجي والأخلاقي والنسل، التي تأسست عام 2009. وهي أيضًا عضو في الشبكة السلفادورية للمدافعات عن حقوق الإنسان. في عام 2019، حصلت على جائزة سيمون دي بوفوار الفرنسية لعملها في تعزيز حقوق الإجهاض.

## سيرة شخصية
ولدت سارة غارسيا غروس في تشالتشوابا عام 1986. حصلت على شهادة من جامعة أمريكا الوسطى في علم النفس. تخصصت في دراسات النوع الاجتماعي في جامعة المكسيك الوطنية المستقلة. اعتبارًا من يونيو 2019، كانت تقيم في بوينس آيرس، حيث تسعى للحصول على درجة الماجستير في حقوق الإنسان والديمقراطية لأمريكا اللاتينية ومنطقة البحر الكاريبي في الجامعة الوطنية للجنرال سان مارتن.
في عام 2014، قدمت التقرير الصوتي مستشفى ديل لا كارسل، الذي يتعامل مع القضايا المتعلقة بحقوق المرأة الجنسية والإنجابية.
مجموعة المواطنين من أجل إلغاء تجريم الإجهاض العلاجي والأخلاقي والأوجيني، والتي يعمل فيها جروس، هي منظمة اجتماعية متعددة التخصصات تسعى إلى رفع مستوى الوعي لتغيير التشريعات السلفادورية بشأن الإجهاض. بالإضافة إلى ذلك، يروجون للتربية الجنسية ويدافعون عن النساء اللاتي تم اتهامهن أو إدانتهن بالإجهاض أو الأمور ذات الصلة. غارسيا هي أيضًا عضوة في الشبكة السلفادورية للمدافعات عن حقوق الإنسان.
في يناير 2019، منحتها جامعة باريس ديدرو جائزة سيمون دي بوفوار لجهودها في إلغاء تجريم الإجهاض في حالات الاغتصاب أو الاتجار بالبشر أو عندما تكون حياة الأم في خطر أو عندما تكون الأم قاصرًا.

## روابط خارجية
- saraveganaعلى تويتر.